# It’s All Right with Me
A It's All Right with Me Cole Porter egy 1953-as dala. A Can-Can című musical számára íródott. A dal a Cole Porter High Society c. musicaljében is szerepel.

## Híres felvételek
- Bing Crosby (1955)
- Chris Connor (1955)
- Sonny Rollins (1956)
- Erroll Garner (1956)
- Peggy Lee Dream Street c. albumán (1957)
- Ella Fitzgerald (1956)
- Rita Reys (1956)
- Harry James (2017)
- Ike Quebec (1959)
- Curtis Fuller (1960)
- Frank Sinatra (1956)
- Vic Damone (1961)
- Steve Lawrence (1961)
- Brenda Lee (1963)
- Crystal Gayle (1977)
- Zoot Sims (1995)
- Ann Miller (1982)
- Tom Waits (1990)
- Harry Connick, Jr. (1990)
- George Michael (1999)
- Susannah McCorkle (2002)
- Jazz Orchestra of the Delta (2003)
- Natalie Cole (2008)
- Sara Lazarus (2010)
- Brad Mehldau (1998), 2011)
- Moloko (1995, 2004)
- Seth MacFarlane (2015)
- Oleta Adams (2017)
- Irene Serra (2017)
- Jocelyn Gould (2020)
- Chelsea Krombach (2021)
- Piero Cusato (2021)
- Gregory Golub (2021)
  - Molnár Ferenc Caramel